# Вальчиньский, Генрик
Генрик Вальчиньский (пол. Henryk Walczyński; 9 мая 1928, Зрембы, Краковское воеводство — 7 мая 2013, Варшава) — польский военный деятель, офицер госбезопасности и милиции, в 1980–1982 начальник III департамента МВД ПНР, в 1982–1988 радомский воеводский комендант гражданской милиции и начальник воеводского УВД.

## Начальная биография
Родился в крестьянской семье Станислава и Марии Вальчиньских. Окончил педагогическое училище в Кельце, несколько месяцев работал учителем. С 1948 состоял в правящей ПОРП.
В мае 1949 по собственной инициативе поступил на службу в Министерство общественной безопасности (МОБ). До 1952 служил в V департаменте Келецкого воеводского управления МОБ.
В феврале 1952 переведён в Варшаву, где работал в V и III департаментах центрального аппарата МОБ (борьба с политической оппозицией и вооружённым подпольем). В 1954–1956, после расформирования МОБ, офицер оперативных служб Комитета общественной безопасности.
С 1 января 1957 служил в III департаменте МВД – Службе безопасности ПНР. Занимал руководящие посты в 1-м (информационно-аналитический) и 4-м (наблюдение за научными и культурными кругами) отделах департамента. В 1965–1973 начальник 4-го отдела. С июля 1977 заместитель директора III департамента Адама Кшиштопорского. Специализировался на подавлении подпольной оппозиции, прежде всего КОС-КОР. 11 июня 1971 ему было присвоено звание полковника.
Отличался ортодоксальными партийными взглядами. В 1973–1976 обучался в Академии внутренних дел, после этого выступал в качестве лектора ЦК ПОРП.

## Начало 1980-х
20 октября 1980 был назначен директором III департамента МВД. Его политическая позиция полностью соответствовала догматическому и жёсткому курсу видных деятелей «партийного бетона» – министра внутренних дел ПНР генерала Мирослава Милевского и его заместителя генерала Богуслава Стахуры.
Выступал за установление военного режима и силовое подавление «Солидарности». Отличался активной неприязнью к оппозиционерам – вплоть до телефонных звонков им с угрозами типа «Вы умрёте». Настаивал на жёсткой идеологической цензуре, предлагал изъять несколько эпизодов из фильма Анджея Вайды Человек из железа. В то же время был сторонником создания проправительственных организаций в противовес «Солидарности». Именно он санкционировал учреждение национал-коммунистического объединения «Грюнвальд» – для поддержки ПОРП в политической борьбе и поддерживал Ассоциацию «Реальность», которой руководил бывший подпоручик СБ Рышард Гонтаж.
В июле 1981 новым министром внутренних дел был назначен генерал Чеслав Кищак, происходивший из военной спецслужбы и старавшийся замещать ключевые посты своими армейскими кадрами. Он, как и генерал В. Ярузельский, придерживался несколько иного курса, нежели М. Милевский – с большим акцентом на политические компромиссы, нежели на прямое насилие. Также Кищак был недоволен чрезмерным распространением в III департаменте МВД пьянства и алкоголизма сотрудников.
16 мая 1982, уже в период военного положения, Г. Вальчиньский был переведён в Радом и назначен комендантом гражданской милиции Радомского воеводства вместо К. Отловского (в должности начальника III департамента МВД его сменил будущий глава СБ ПНР Г. Данковский). С 1983 начальник воеводского Управления внутренних дел.

## Окончание карьеры
Во главе радомской милиции и СБ Г. Вальчиньский запомнился не столько политическими преследованиями оппозиции, сколько коррупционными скандалами. Так, он установил тесную связь с предпринимателем-миллионером Казмежем Грабеком по прозвищу «король желатина» (с середины 1980-х частный бизнес в ПНР был фактически легализован). Используя административно-силовой ресурс, Вальчиньский лоббировал предоставление Грабеку кредитов из бюджетных средств, помогал в составлении подложной документации на строительство экологически вредного предприятия по производству клея близ Груеца, предоставлял охранные услуги. В 1987 эти действия стали предметом расследования специальной комиссии МВД. Были неопровержимо установлены факты коррупции. Вальчиньский не признал своей вины, но был вынужден написать на имя Кищака рапорт об увольнении по собственному желанию.
17 января 1988 полковник Г. Вальчиньский был снят с поста радомского коменданта (его преемником стал полковник Ежи Май) и переведён в распоряжение кадрового департамента МВД. 30 апреля 1989 он был уволен из МВД.

## В отставке
В дальнейших политических событиях никакого участия не принимал. По свидетельствам из архива Института национальной памяти, его взгляды эволюционировали к откровенному польскому национализму и антисемитизму. Он стал негативно оценивать сталинистскую систему, но ответственность за «эту чуму» возлагал на коммунистов еврейской национальности (причём принадлежность к ней понимал весьма расширительно – не только в случаях Карла Маркса или Юзефа Святло, но и Фридриха Энгельса и Лаврентия Берии). Одновременно он говорил о своём уважении к «нации Израиля, которая дала миру многих творцов, учёных и нобелиатов», но утверждал, что и в СССР, и в Польше тоталитарную систему установили «не русские и не поляки».
Скончался за два дня до своего 85-летия.